# KS-30 130mm高射砲

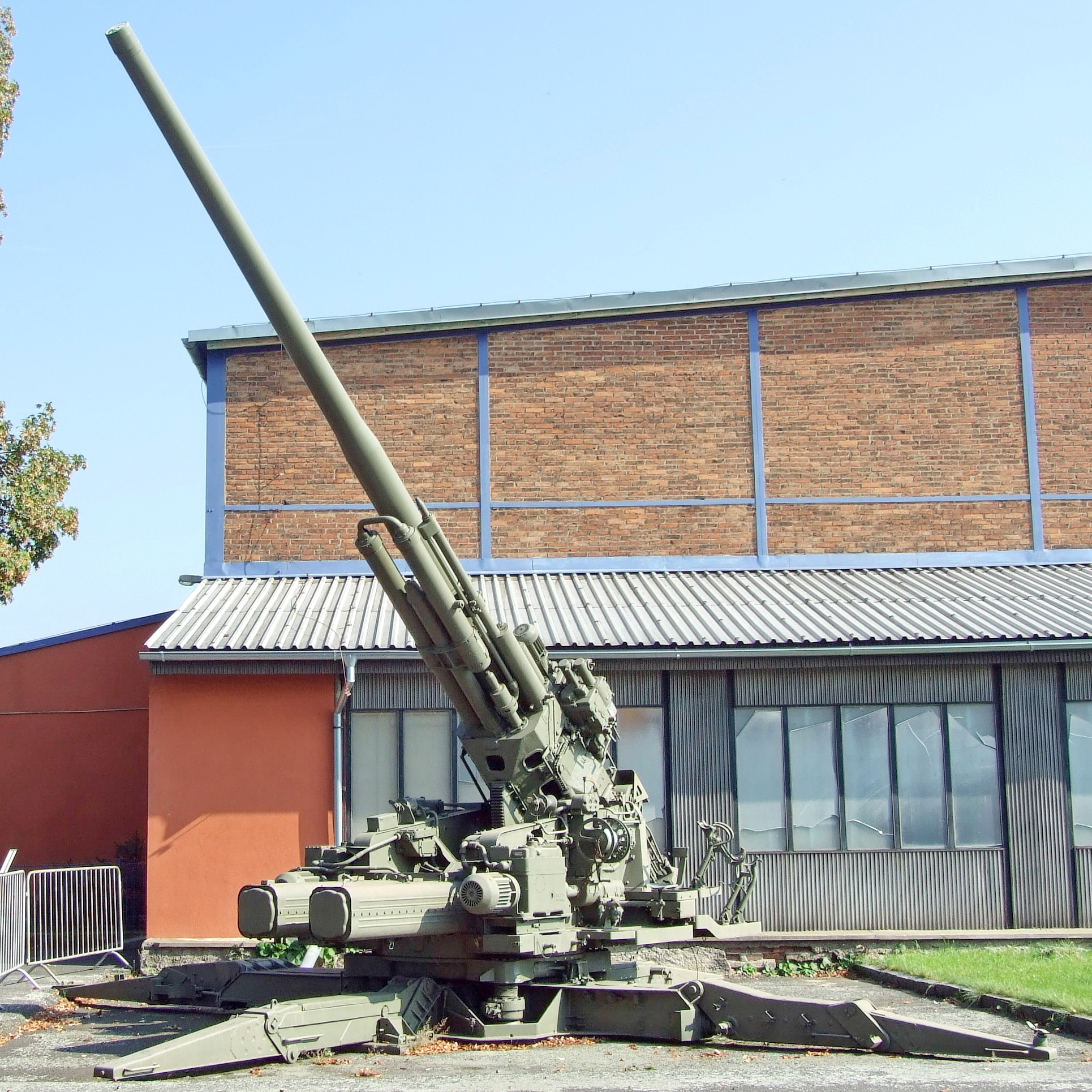
KS-30 130mm高射砲

KS-30 130mm高射砲（ロシア語: 130-мм зенитная пушка КС-30）は、ソビエト連邦で1950年代に開発された高射砲である。

## 概要
外見や構造はおおむね旧ナチス・ドイツの12.8 cm FlaK 40と類似している。KS-30はソビエト連邦を始めとするワルシャワ条約機構各国で配備された。
ダブルタイヤ付の砲架、運搬時に45度まで折りたためる砲部分、砲口制退器のない長砲身などが特徴である。
尾栓は半自動式の水平鎖栓式閉鎖機型であり、自動装填機と自動信管測合機が接続されている。
射撃はPUAZO-30射撃管制装置およびSON-30レーダーによって統制される。
砲弾は装薬固定・分離式（fixed-charge, separated）だが、その他の130mm野砲および沿岸砲との互換性はない。
その後、主力防空火器が各種の地対空ミサイルに更新され、KS-30は第一線を退いた。以後は多くが予備兵器として保管されている。

## 類似の砲
- 12.8 cm FlaK 40
- M1 120mm高射砲